# Liste luxemburgischer Schriftsteller

## A
- Emil Angel (* 1940)
- André Antony (* 1932)
- Jean-Claude Asselborn (* 1954)

## B
- Adolf Berens (1880–1956)
- Norbert Berens (* 1948)
- Raoul Biltgen (* 1974)
- Ry Boissaux (1900–1986)
- Albert Borschette (1920–1976)
- Josy Braun (1938–2012)

## C
- Paul Cerf (1929–2003)
- Fernand le Chartreux → Fernand Kartheiser
- Cathy Clement (* 1979)
- Frantz Clément (1882–1942)
- Isi Comes (1875–1960)

## D
- Dicks → Edmond de la Fontaine
- André Duchscher (1840–1911)
- Max Duchscher (1886–1956)
- Edmond Dune (1914–1988)

## E
- José Ensch (1942–2008)
- Jean-Pierre Erpelding (1884–1977)
- Mathias Esch (1882–1928)

## F
- Edmond de la Fontaine (1823–1891)
- Tullio Forgiarini (* 1966)
- Camille Frieden (1914–1998)
- Claude Frisoni (* 1954)

## G
- Willy Gilson (1891–1974)
- Max Goergen (1893–1978)
- Willy Goergen (1867–1942)
- Nicolas Gonner (1835–1892)
- Linda Graf (* 1967)
- Pierre Grégoire (1907–1991)
- Pol Greisch (* 1930)
- Ferdinand Gremling (1901–1970)

## H
- Roland Harsch (* 1951)
- Georges Hausemer (1957–2018)
- Nikolaus Hein (1889–1969)
- Guy Helminger (* 1963)
- Emile Hemmen (1923–2021)
- Paul Henkes (1898–1984)
- Edmond Hermann → Edmond Dune
- Albert Hoefler (1899–1950)
- Fernand Hoffmann (1929–2000)
- Léopold Hoffmann (1915–2008)
- Jhemp Hoscheit (* 1951)

## I
- Ignotus → Mathias Tresch

## J
- Lex Jacoby (1930–2015)
- Norbert Jacques (1880–1954)
- Jérôme Jaminet (* 1979)
- Tony Jungblut (1913–1975)

## K
- Fernand Kartheiser (* 1959)
- Paul Katow (1949–2008)
- Georges Kieffer (* 1962)
- Lucien Koenig (1888–1961), „Siggy vu Lëtzebuerg“
- Joseph Kohnen (1940–2015)
- Anise Koltz (1928–2023)
- Pir Kremer (1919–2000)
- Jean Krier (1949–2013)
- Maryse Krier (* 1953)

## L
- Michel Lentz (1820–1893)
- Auguste Liesch (1874–1949)
- Henri Losch (1931–2021)

## M
- Roger Manderscheid (1933–2010)
- Antoine Meyer (1801–1857)
- Roland Meyer (* 1963)
- Félix Molitor (* 1958)
- Leo Montanus → Mathias Tresch
- Claudine Muno (* 1979)

## N
- Paul Noesen (1891–1960)
- Marcel Noppeney (1877–1966)

## P
- Paul Palgen (1883–1966)
- Nicole Paulus (* 1955)
- Monique Philippart (* 1955)
- Giulio-Enrico Pisani (* 1943)
- Nicolas Pletschette (1882–1961)
- Jean Portante (* 1950)

## R
- Marcel Reuland (1905–1956)
- Guy Rewenig (* 1947)
- Nicolas Ries (1876–1941)
- Léon Rinaldetti (* 1957)
- Michel Rodange (1827–1876)

## S
- Raymond Schaack (* 1936)
- Marco Schank (* 1954)
- Lambert Schlechter (* 1941)
- Pol Schmoetten (* 1958)
- Jemp Schuster (* 1948)
- Theo Selmer → Georges Hausemer
- Siggy vu Lëtzebuerg → Lucien Koenig
- Jean Sorrente → Jean-Claude Asselborn
- Joseph Speck (1834–1901)
- Caspar Mathias Spoo (1837–1914)
- Margret Steckel (* 1934)
- Gollo Steffen (* 1952)
- Putty Stein (1888–1955)
- Max von der Syr → Max Duchscher

## T
- Sepp Thill (1887–1953)
- Michèle Thoma (* 1951)
- Félix Thyes (1830–1855)
- Joseph Tockert (1875–1950)
- Serge Tonnar (* 1970)
- Jean-Michel Treinen (1954–2016)
- Mathias Tresch (1876–1942)

## W
- Batty Weber (1860–1940)
- Nic Weber (1926–2013)
- Nikolaus Welter (1871–1951)
- Rita Wennmacher (* 1939)